# 玉琳湖
玉琳湖（藏語：གཡུ་གླིང་མཚོ།，威利转写：g.yu gling mtsho，THL：Yuling Tso）位于中国西藏自治区那曲市尼玛县境内，地处尼玛县北部，玉液湖西部，湖面海拔4857米，湖长3.8公里，最大宽2.4公里，平均宽1.4公里，面积5.2平方公里。